# Kaamanen
Kaamanen (nordsamiska: Gámas) är en finländsk småort i Enare kommun, som ligger vid älven Kaamasjoki, nära dess utflöde i Enare träsk.
Kaamanen har omkring 200 invånare, vars huvudnäringar är renskötsel och turism. Området är populärt för fågelskådare.
Sameområdets utbildningscentral utbildar samer i naturbruk och renskötsel i Toivoniemi i Kaamanen, där det bland annat finns ett utbildningsslakteri.

## Bildgalleri

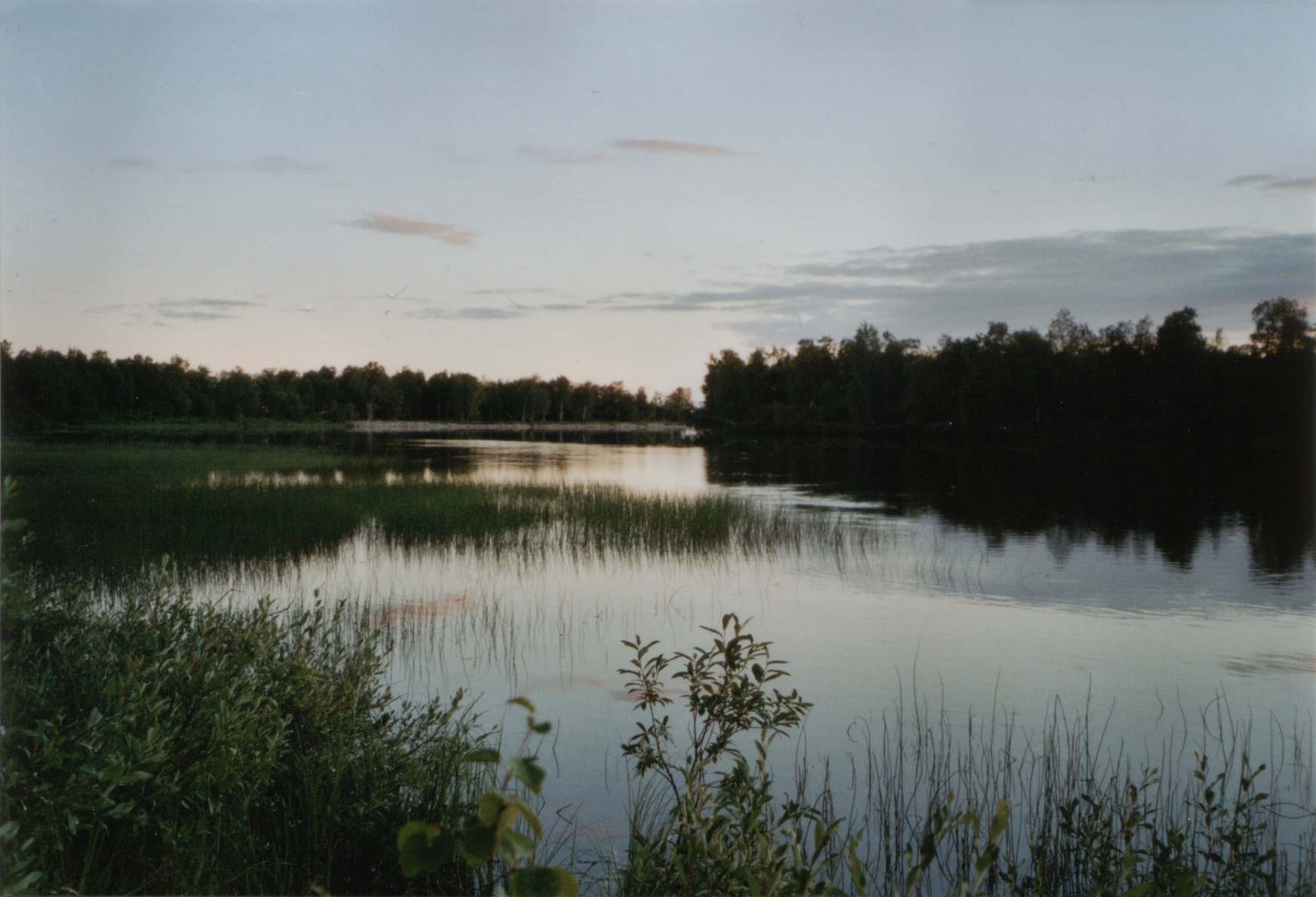
Kaamasjoki
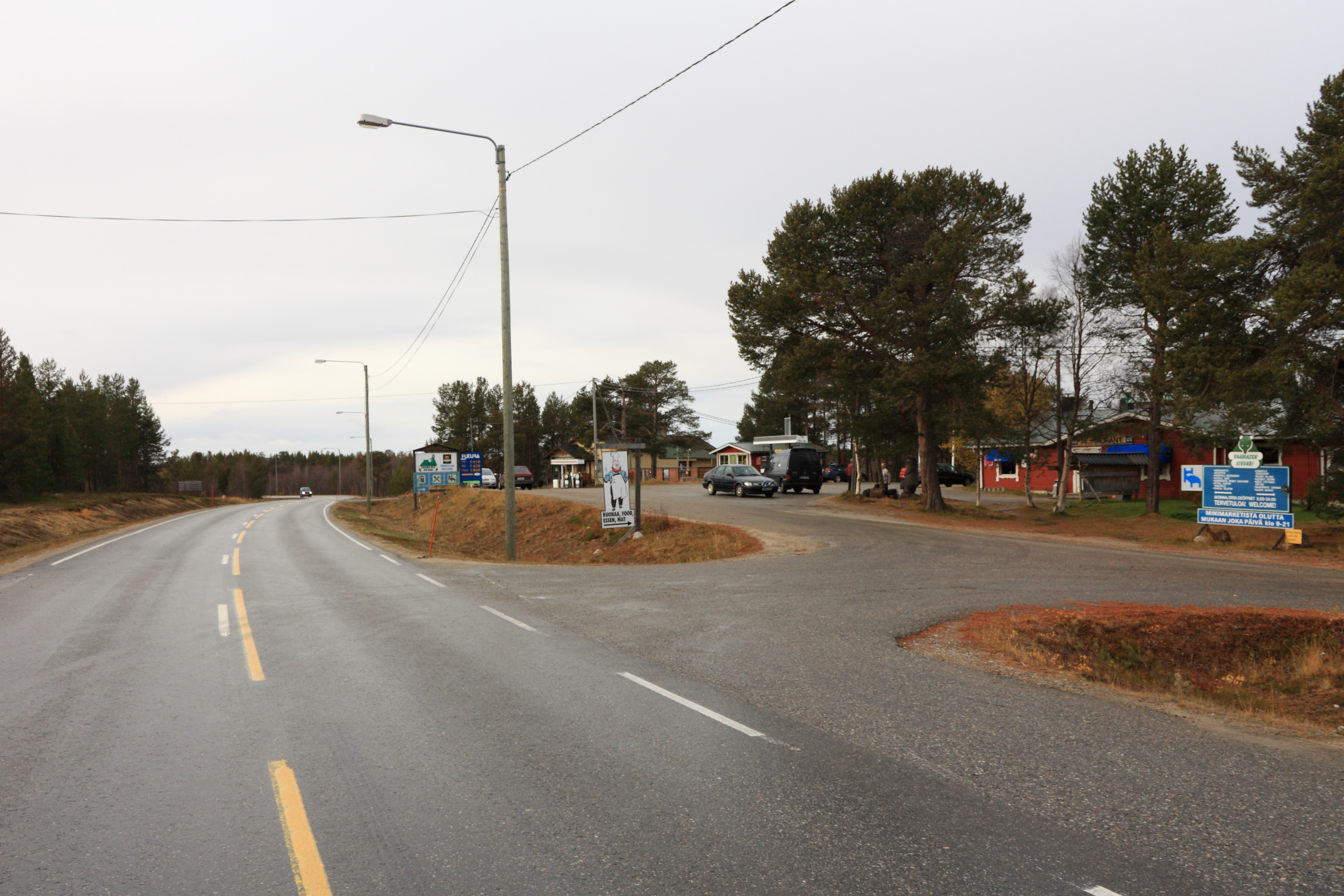
Kievari värdshus